# 一氟化二银
一氟化二银是一种无机化合物，化学式为Ag2F。这是一个银元素的氧化态不是整数的罕见例子。它可以由金属银与氟化银反应制得：
Ag  +  AgF   →   Ag2F
它形成小的晶体并能反射古铜色的光，它也是电的良导体。与水作用立即水解产生黑色的银粉沉淀。

## 晶体结构
Ag2F采用反式CdI2晶体结构，即与碘化镉（CdI2）的结构相同，但是"Ag½+ "占据了I−的位置而F−占据了Cd2+的位置。 银原子之间的最短间距是299.6pm（金属银中为289pm）。